# Uchgaon
Uchgaon é uma vila no distrito de Kolhapur, no estado indiano de Maharashtra.

## Demografia
Segundo o censo de 2001, Uchgaon tinha uma população de 22,581 habitantes. Os indivíduos do sexo masculino constituem 53% da população e os do sexo feminino 47%. Uchgaon tem uma taxa de literacia de 71%, superior à média nacional de 59.5%: a literacia no sexo masculino é de 77% e no sexo feminino é de 65%. Em Uchgaon, 14% da população está abaixo dos 6 anos de idade.